# (34057) 2000 ON44
2000 ON44 (asteroide 34057) é um asteroide da cintura principal. Possui uma excentricidade de 0.16657310 e uma inclinação de 13.43179º.
Este asteroide foi descoberto no dia 30 de julho de 2000 por LINEAR em Socorro.